# Chapelle Notre-Dame de Tunis
La chapelle Notre-Dame de Tunis (arabe : المصلّى الكنسي نوتردام بتونس), située dans le quartier de Mutuelleville dans la ville de Tunis en Tunisie, est une église catholique construite en 1915 pendant le protectorat français. Abandonnée au cours des années, elle est cédée au gouvernement tunisien en 1964 qui procède à sa démolition pour construire l'hôtel Sheraton.

## Historique de l'église
Le souhait de l'archevêque de Carthage, Monseigneur Clément Combes, de construire une basilique au sommet de la colline du Belvédère est à l'origine du projet. Par ce geste, celui-ci veut unir « tous les fidèles d'Algérie et de Tunisie, en ajoutant Notre-Dame de Tunis au magnifique rosaire d'invocations du littoral nord-africain, dont les collines sont déjà couronnées par Notre-Dame du Salut d'Oran, Notre-Dame-d'Afrique d'Alger, la basilique d'Hippone et la Primatiale de Carthage ». Le 8 décembre 1914, la première pierre d'une chapelle provisoire est posée devant une immense foule.
Le projet de construction d'une basilique est abandonné lorsque le creusement des fondations révèle que le sol argileux est trop instable pour recevoir un bâtiment trop lourd. On termine quand même la chapelle qui est bénie le 2 mai 1915. Placée sous la protection de Notre-Dame, l'édifice reçoit une statue de Marie offerte par les pères blancs de Carthage. La première messe y est dite le 24 mai suivant.
La chapelle devient bientôt le centre d'un pèlerinage annuel lorsque Mgr Combes décide d'y diriger l'office tous les dimanches suivant le 8 septembre, date de la Nativité de Marie. Dès 1917, « au pied de la statue, la foule s'est massée, compacte, formant, pour Marie, un immense tronc de piété et de louanges ». En 1918, l'intérieur de l'édifice est orné de décorations picturales.
La fin de la guerre entraîne la désaffection des fidèles qui venaient prier pour que leurs proches reviennent vivants du conflit. Pour relancer le pèlerinage, Mgr Alexis Lemaître décide d'annuler tous les offices des églises de Tunis le 12 décembre 1920 pour inciter les paroissiens à se rendre à la chapelle Notre-Dame, mais rien n'y fait. L'église est trop isolée, difficile d'accès et, bâtie pour être provisoire, elle commence à se lézarder.

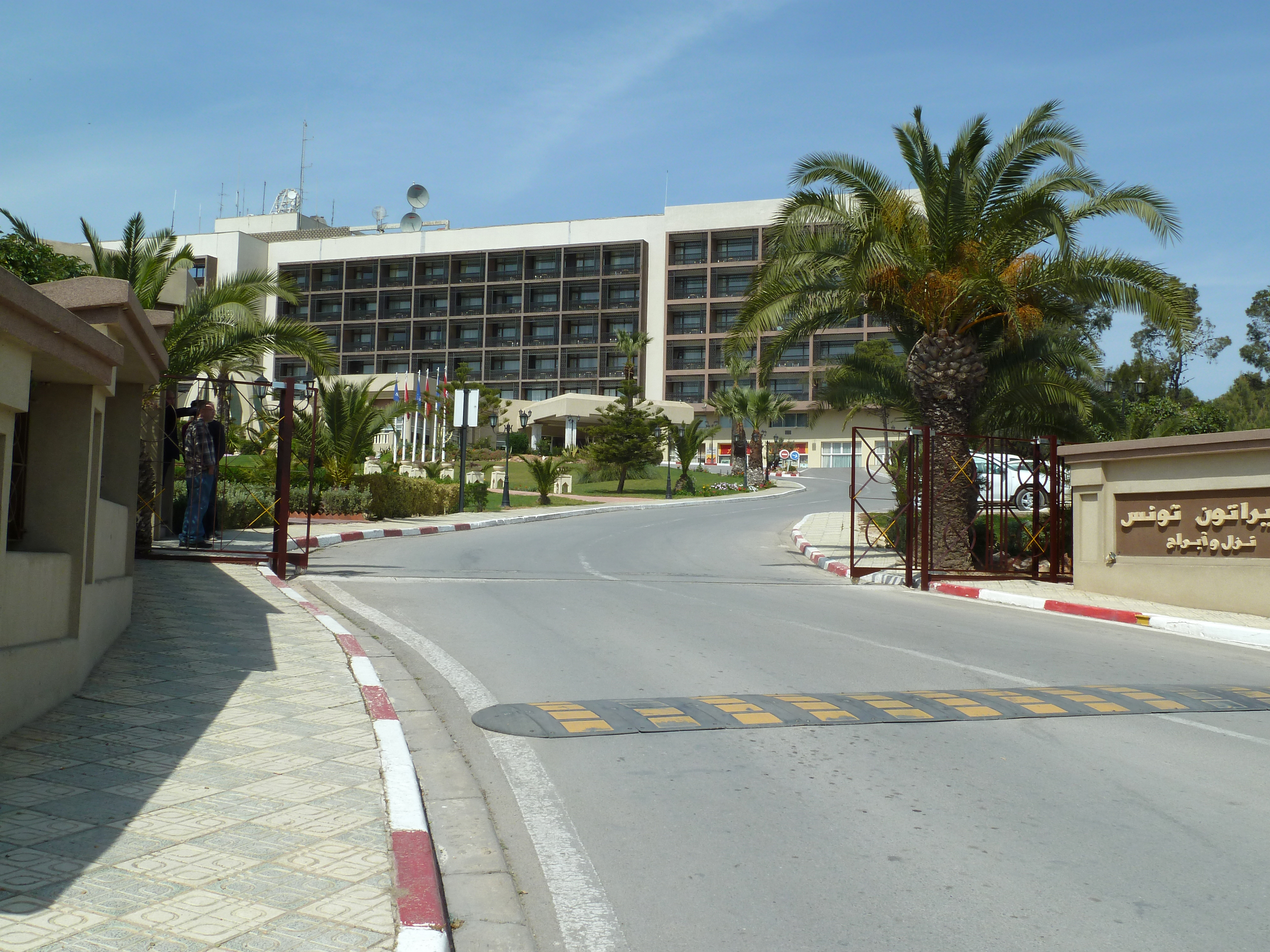
Vue de l'hôtel Sheraton en 2012.

Tombée dans l'oubli même si elle a laissé son nom au quartier environnant, la chapelle Notre-Dame voit son sort réglé par le modus vivendi signé entre le gouvernement tunisien et le Vatican le 10 juillet 1964. Sous le nom d'« église de Mutuelleville », elle est cédée au gouvernement tunisien avec l'assurance qu'elle ne sera utilisée qu'à des fins d'intérêt public compatibles avec son ancienne destination.
La statue de Marie est transférée à la cathédrale Saint-Vincent-de-Paul de Tunis et l'édifice est détruit pour laisser la place à un hôtel de la chaîne Sheraton.